# Hannappes
Hannappes település Franciaországban, Ardennes megyében. Lakosainak száma 134 fő (2022. január 1.). Hannappes Logny-lès-Aubenton, Mont-Saint-Jean, Blanchefosse-et-Bay, Bossus-lès-Rumigny és Rumigny községekkel határos.

## Népesség
A település népességének változása:
| Lakosok száma | 219  | 211  | 186  | 157  | 151  | 148  | 141  | 137  | 134  | 134  |
|               | 1968 | 1982 | 1990 | 2006 | 2013 | 2015 | 2017 | 2019 | 2020 | 2022 |